# Il re
Il re (italienisch für „Der König“) ist eine im Jahr 2022 veröffentlichte Fernsehserie von Giuseppe Gagliardi.

## Handlung
Das Gefängnis San Michele führt der Direktor Bruno Testori wie ein König: Er setzt seine eigenen Vorstellungen von Gerechtigkeit mit brutaler Konsequenz um, während sein Leben außerhalb der Gefängnismauern alles andere als geordnet ist. Als ein Freund Brunos im Gefängnis tot aufgefunden wird, stellt er das Gefängnis auf den Kopf, da er seine Existenz bedroht sieht. Die für die Ermittlungen zuständige Staatsanwältin Laura Lombardo stößt bald auf Ungereimtheiten innerhalb der Gefängnismauern.

## Besetzung

### Hauptbesetzung
- Luca Zingaretti: Bruno Testori
- Isabella Ragonese: Sonia Massini
- Anna Bonaiuto: Laura Lombardo
- Barbora Bobuľová: Gloria
- Giorgio Colangeli: Nicola Iaccarino

### Nebenbesetzung
- Alessandro Gazale: Davide Piras
- Ivan Franek: Miroslav Lackovic
- Ahmed Hefiane: Amir
- Aram Kian: Bilal
- Antonio Gargiulo: Iorio
- Alida Baldari Calabria: Adele

## Episodenliste
| Nr. (ges.) | Nr. (St.) | Deutscher Titel     | Originaltitel | Erstveröffentlichung | Deutschsprachige Erstveröffentlichung (Sky Deutschland) | Regie              | Drehbuch            |
| ---------- | --------- | ------------------- | ------------- | -------------------- | ------------------------------------------------------- | ------------------ | ------------------- |
| 1          | 1         | Alte Freunde        | Ep 1 Il Re    | 18. März 2022        | 19. Juli 2022                                           | Giuseppe Gagliardi | Peppe Fiore         |
| 2          | 2         | Der Verdächtige     | Ep 2 Il Re    | 18. März 2022        | 19. Juli 2022                                           | Giuseppe Gagliardi | Peppe Fiore         |
| 3          | 3         | Der Spion           | Ep 3 Il Re    | 25. März 2022        | 19. Juli 2022                                           | Giuseppe Gagliardi | Davide Serino       |
| 4          | 4         | Der Trojaner        | Ep 4 Il Re    | 25. März 2022        | 19. Juli 2022                                           | Giuseppe Gagliardi | Bernardo Pellegrini |
| 5          | 5         | Ibrahim             | Ep 5 Il Re    | 1. Apr. 2022         | 19. Juli 2022                                           | Giuseppe Gagliardi | Peppe Fiore         |
| 6          | 6         | Faule Äpfel         | Ep 6 Il Re    | 1. Apr. 2022         | 19. Juli 2022                                           | Giuseppe Gagliardi | Davide Serino       |
| 7          | 7         | Unter Druck         | Ep 7 Il Re    | 8. Apr. 2022         | 19. Juli 2022                                           | Giuseppe Gagliardi | Davide Serino       |
| 8          | 8         | Ein Gesetz für Alle | Ep 8 Il Re    | 8. Apr. 2022         | 19. Juli 2022                                           | Giuseppe Gagliardi | Peppe Fiore         |